# Toos Beumer
Catharina Johanna "Toos" Beumer, född 5 juli 1947 i Koog aan de Zaan, är en nederländsk före detta simmare.
Beumer blev olympisk bronsmedaljör på 4 x 100 meter frisim vid sommarspelen 1964 i Tokyo.